# Ophiodaphne formata
Ophiodaphne formata är en ormstjärneart som först beskrevs av Jean Baptiste François René Koehler 1905.  Ophiodaphne formata ingår i släktet Ophiodaphne och familjen bandormstjärnor. Inga underarter finns listade i Catalogue of Life.